# Resurrection (serial telewizyjny)
Resurrection – amerykański serial telewizyjny, dramat fantastyka naukowa wyprodukowany przez Plan B Productions i ABC Studios. Serial był emitowany od 9 marca 2014 roku przez ABC. Resurrection jest adaptacją powieści The Returned autorstwa Jasona Motta. 
8 maja 2014 roku stacja ABC ogłosiła zamówienie 2 sezonu serialu Resurrection, którego premierę zapowiedziano na 28 września tegoż roku.

7 maja 2015 roku stacja ABC ogłosiła zakończenie produkcji serialu po 2 sezonie.

## Fabuła
Serial skupia się na małżeństwie Langston, które pewnego ranka zostaje obudzone przez pukanie do drzwi. Na progu domu stoi ich syn Jacob Langston, który utonął 32 lata wcześniej. Nikt nie jest w stanie wytłumaczyć fenomenu powrotu za grobu. Co za tym idzie niesie to spore problemy dla całego miasteczka.

## Obsada

### Role pierwszoplanowe
- Omar Epps jako Martin Bellamy
- Devin Kelley jako Gail Langston
- Frances Fisher jako Lucille Langston
- Kurtwood Smith jako Harold Langston
- Landon Gimenez jako Jacob Langston
- Mark Hildreth jako pastor Tom Hale
- Matt Craven jako Fred Langston
- Sam Hazeldine jako Caleb Richards
- Samaire Armstrong jako Elaine Richards
- Michelle Fairley jako Margaret Langston[5]

### Role drugoplanowe
- Kathleen Munroe jako Rachel, była dziewczyna Toma[6]
- James Tupper jako dr Erik Ward[7]
- Kevin Sizemore jako Gary Humphrey[8]
- Travis Young jako Ray Richards
- Veronica Cartwright jako Helen Edgerton
- Lori Beth Sikes jako Janice Hale
- April Billingsley jako Barbara Langston
- Ned Bellamy jako Samuel Catlin
- Donna Murphy jako  Angela Forrester[9]
- Jim Parrack[10]

## Odcinki
| Sezon | Sezon | Odcinki | Oryginalna emisja | Oryginalna emisja | Oryginalna emisja | Oryginalna emisja | Oryginalna emisja |
| Sezon | Sezon | Odcinki | Premiera sezonu   | Finał sezonu      | Premiera sezonu   | Finał sezonu      |                   |
| ----- | ----- | ------- | ----------------- | ----------------- | ----------------- | ----------------- | ----------------- |
|       | 1     | 8       | 9 marca 2014      | 4 maja 2014       | brak danych       | brak danych       |                   |
|       | 2     | 13      | 28 września 2014  | 25 stycznia 2015  | brak danych       | brak danych       |                   |